# A cada cerdo le llega su San Martín
«A cada cerdo le llega su San Martín» es un refrán que alude a que cada cual recibirá en su momento la respuesta por los actos cometidos. Si alguien ha actuado incorrectamente, tarde o temprano le llegará el momento de pagar su culpa. La fiesta de San Martín se celebra cada 11 de noviembre en conmemoración del día del funeral de San Martín de Tours, fecha señalada en muchos pueblos españoles, pues es cuando tiene lugar la matanza del cerdo.
En muchas regiones, es significativa porque es el día de referencia para el fin del año agrícola y el comienzo del nuevo año agrícola, día en el que se dan por finalizados los contratos de arriendos; por ello, la llegada de San Martín significa el fin de un ciclo y el comienzo de otro, en este caso, el sacrificio del cerdo de ese año, aunque no necesariamente coincide con esa época (el sacrificio se atrasa a la llegada de los aires fríos que ayudan a conservar la carne, ya hacia diciembre).
El mismo refrán, cambiando a veces cerdo por otros sinónimos como puerco, cochín, cochino o chancho, se usa en países latinoamericanos como México, Argentina, o Panamá. En Argentina se dan explicaciones alternativas al origen del refrán, por un lado teniendo en cuenta que Martín de Tours también es el santo patrón de Buenos Aires, por otro haciendo una posible alusión al general José de San Martín con la versión «A cada agosto le llega su San Martín».
En Hispanoamérica se utiliza «A cada marrano le llega su Nochebuena / su diciembre».
En Francia se usa el mismo refrán: «À chaque porc vient la Saint Martin», mientras que tanto en español y francés como en alemán, inglés e italiano existen refranes con el mismo sentido, pero referidos a zorros y peleterías.
En árabe dialectal egipcio-levantino se usa un refrán parecido: «a cada perro le llega su día» |kul kalb byigi yawmuh|  كُلّ كَلْب بِيجِي يُومُه.
El refrán aparece en numerosas obras literarias. Por ejemplo, en la segunda parte de Don Quijote de la Mancha, capítulo 63, el caballero encuentra la continuación de su historia escrita por Avellaneda y exclama «pero su San Martín se le llegará como a cada puerco».